# Death Before Dishonor XI
Death Before Dishonor XI foi um evento pay-per-view transmitido pela internet (iPPV) realizado pela Ring of Honor, que ocorreu no dia 20 de setembro de 2013 no National Guard Armory na cidade de Filadélfia, Pensilvânia. Esta foi a décima primeira edição na cronologia do Death Before Dishonor e a quarta em formato de ipay-per-view.
O evento evento contou com oito lutas no total, nas quais três foram para decidir o novo campeão mundial da ROH. Nas semifinais do torneio, Adam Cole derrotou Tommaso Ciampa e Michael Elgin derrotou Kevin Steen. Na final, realizada no evento principal da noite, Cole derrotou Michael Elgin para se sagrar o novo campeão mundial da ROH. Também foi destaque a luta de quartetos ganha por Adrenaline RUSH (ACH e Tadarius Thomas) e C&C Wrestle Factory (Caprice Coleman e Cedric Alexander) contra reDRagon (Kyle O'Reilly e Bobby Fish), Matt Taven e Michael Bennett.

## Antes do evento
Death Before Dishonor XI teve lutas de wrestling profissional envolvendo diferentes lutadores com rivalidades e storylines pré-determinadas que se desenvolveram no Ring of Honor Wrestling — programa de televisão da Ring of Honor (ROH). Os lutadores interpretaram um vilão ou um mocinho seguindo uma série de eventos para gerar tensão, culminando em várias lutas.

## Resultados
| No.                            | Resultados | Estipulação                                                                | Duração |
| ------------------------------ | --- | -------------------------------------------------------------------------- | ------- |
| 1                              | Jay Lethal derrotou Silas Young | Luta individual                                                            | 09:30   |
| 2                              | Adam Cole derrotou Tommaso Ciampa | Luta individual pela semifinal do torneio pelo vago ROH World Championship | 13:54   |
| 3                              | Michael Elgin derrotou Kevin Steen por submissão | Luta individual pela semifinal do torneio pelo vago ROH World Championship | 19:24   |
| 4                              | The Forever Hooligans (Rocky Romero e Alex Koslov) (c) derrotaram The American Wolves (Davey Richards e Eddie Edwards) | Luta de duplas pelo IWGP Junior Heavyweight Tag Team Championship          | 19:44   |
| 5                              | Adam Page derrotou RD Evans (com Veda Scott) | Luta individual                                                            | 02:02   |
| 6                              | Roderick Strong derrotou Ricky Marvin | Luta individual                                                            | 12:46   |
| 7                              | Adrenaline RUSH (ACH e Tadarius Thomas) e C&C Wrestle Factory (Caprice Coleman e Cedric Alexander) derrotaram reDRagon (Kyle O'Reilly e Bobby Fish), Matt Taven e Michael Bennett (com Truth Martini, The Hotties e Maria Kanellis) | Luta de quartetos                                                          | N/A     |
| 8                              | Adam Cole derrotou Michael Elgin | Luta individual pela final do torneio pelo vago ROH World Championship     | N/A     |
| (c) – Campeão(s) antes da luta | |                                                                            |         |

### Torneio pelo vago ROH World Championship
|  | Oitavas de final | Oitavas de final |                 |           | Quartas de final | Quartas de final |     |               | Semifinais | Semifinais |     |  | Final | Final |
|  |                  |                  |                 |           |                  |                  |     |               |            |            |     |  |       |       |
|  | Mark Briscoe     |                  |                 |           |                  |                  |     |               |            |            |     |  |       |       |
|  | Adam Cole        | Pin              |                 |           |                  |                  |     |               |            |            |     |  |       |       |
|  | Adam Cole        | Pin              |                 | Adam Cole | Pin              |                  |     |               |            |            |     |  |       |       |
|  |                  |                  |                 | Adam Cole | Pin              |                  |     |               |            |            |     |  |       |       |
|  |                  | Jay Lethal       |                 |           |                  |                  |     |               |            |            |     |  |       |       |
|  | Jay Lethal       | Pin              |                 |           |                  |                  |     |               |            |            |     |  |       |       |
|  | Jay Lethal       | Pin              |                 |           |                  |                  |     |               |            |            |     |  |       |       |
|  | Sonjay Dutt      |                  |                 |           |                  |                  |     |               |            |            |     |  |       |       |
|  |                  |                  |                 |           |                  | Adam Cole        | Pin |               |            |            |     |  |       |       |
|  |                  |                  |                 |           |                  |                  |     |               |            |            |     |  |       |       |
|  |                  | Tommaso Ciampa   | 13:54           |           |                  |                  |     |               |            |            |     |  |       |       |
|  | Tommaso Ciampa   | Tommaso Ciampa   | 13:54           | Pin       |                  |                  |     |               |            |            |     |  |       |       |
|  | Tommaso Ciampa   |                  |                 | Pin       |                  |                  |     |               |            |            |     |  |       |       |
|  | Silas Young      |                  |                 |           |                  |                  |     |               |            |            |     |  |       |       |
|  |                  | Tommaso Ciampa   | Pin             |           |                  |                  |     |               |            |            |     |  |       |       |
|  |                  |                  |                 |           |                  |                  |     |               |            |            |     |  |       |       |
|  |                  | Mike Bennett     |                 |           |                  |                  |     |               |            |            |     |  |       |       |
|  | Michael Bennett  | Q.               |                 |           |                  |                  |     |               |            |            |     |  |       |       |
|  | Michael Bennett  | Q.               |                 |           |                  |                  |     |               |            |            |     |  |       |       |
|  | B.J. Whitmer     |                  |                 |           |                  |                  |     |               |            |            |     |  |       |       |
|  |                  |                  |                 |           |                  |                  |     |               |            | Adam Cole  | Pin |  |       |       |
|  |                  |                  |                 |           |                  |                  |     |               |            |            |     |  |       |       |
|  |                  | Michael Elgin    |                 |           |                  |                  |     |               |            |            |     |  |       |       |
|  | Karl Anderson    | Pin              |                 |           |                  |                  |     |               |            |            |     |  |       |       |
|  | Karl Anderson    | Pin              |                 |           |                  |                  |     |               |            |            |     |  |       |       |
|  | ACH              |                  |                 |           |                  |                  |     |               |            |            |     |  |       |       |
|  |                  | Karl Anderson    |                 |           |                  |                  |     |               |            |            |     |  |       |       |
|  |                  |                  |                 |           |                  |                  |     |               |            |            |     |  |       |       |
|  |                  | Michael Elgin    | Pin             |           |                  |                  |     |               |            |            |     |  |       |       |
|  | Paul London      | Michael Elgin    | Pin             |           |                  |                  |     |               |            |            |     |  |       |       |
|  |                  |                  |                 |           |                  |                  |     |               |            |            |     |  |       |       |
|  | Michael Elgin    | Pin              |                 |           |                  |                  |     |               |            |            |     |  |       |       |
|  | Michael Elgin    | Pin              |                 |           |                  |                  |     | Michael Elgin | Sub.       |            |     |  |       |       |
|  |                  |                  |                 |           |                  |                  |     | Michael Elgin | Sub.       |            |     |  |       |       |
|  |                  | Kevin Steen      | 19:24           |           |                  |                  |     |               |            |            |     |  |       |       |
|  | Matt Taven       | Kevin Steen      | 19:24           |           |                  |                  |     |               |            |            |     |  |       |       |
|  |                  |                  |                 |           |                  |                  |     |               |            |            |     |  |       |       |
|  | Roderick Strong  | Pin              |                 |           |                  |                  |     |               |            |            |     |  |       |       |
|  | Roderick Strong  | Pin              | Roderick Strong |           |                  |                  |     |               |            |            |     |  |       |       |
|  |                  |                  |                 |           |                  |                  |     |               |            |            |     |  |       |       |
|  |                  | Kevin Steen      | Pin             |           |                  |                  |     |               |            |            |     |  |       |       |
|  | Brian Kendrick   | Kevin Steen      | Pin             |           |                  |                  |     |               |            |            |     |  |       |       |
|  |                  |                  |                 |           |                  |                  |     |               |            |            |     |  |       |       |
|  | Kevin Steen      | Sub.             |                 |           |                  |                  |     |               |            |            |     |  |       |       |

↑  Nota: A luta entre Mike Bennett e B.J. Whitmer acabou sem vencedor, devido a Bennett aplicar um "Piledriver" em Whitmer durante a luta, lhe causando uma lesão no pescoço que o impediu de continuar o combate. Por decisão da figura de autoridade da Ring of Honor Nigel McGuinness, como Bennett permaneceu inteiro após a luta ter sido interrompida, ele deveria avançar as quartas-de-final.